# Farīmak
Farīmak (persiska: فريمك) är en ort i Iran.   Den ligger i provinsen Mazandaran, i den norra delen av landet, 220 km öster om huvudstaden Teheran. Farīmak ligger 1 131 meter över havet och antalet invånare är 144.
Terrängen runt Farīmak är kuperad norrut, men söderut är den bergig. Runt Farīmak är det ganska tätbefolkat, med 100 invånare per kvadratkilometer. Närmaste större samhälle är Valāmdeh, 3,2 km väster om Farīmak. I omgivningarna runt Farīmak växer i huvudsak blandskog.